# .td
.td è il dominio di primo livello nazionale assegnato al Ciad.
Originariamente amministrato da Telecommunications Internationales du Tchad (TIT), nel 2000 la gestione del dominio è stata trasferita a Société des télécommunications du Tchad (SOTEL TCHAD). Nel 2017 è stato istituito l'ente pubblico Agence de Développement des Technologies de l'Information et de la Communication (ADETIC).